# Ti vedo dopo messa
Ti vedo dopo messa è una canzone portata al successo da Vittorio Inzaina al Cantagiro 1965.
La canzone era la cover italiana di Big Man in Town, brano di Bob Gaudio (The Four Seasons).
Il testo si risolve in una singolare proposta matrimoniale realizzata attraverso un appuntamento dopo la messa per una passeggiata con la ragazza destinataria della lirica. La situazione, nel villaggio americano dell'ambientazione country originaria (o in quella barbaricina più consona ad Inzaina), avrebbe avuto l'effetto di conclamare a tutto il villaggio l'amore, con il conseguente séguito della presentazione ai genitori dell'amata per la proposta matrimoniale.
Il 3 aprile 2008 è stato citato nel programma Il Dottor Djemba; via dal solito tam tam condotto su RadioTre da David Riondino e Stefano Bollani.